# ناحية فريدبور
ناحية فريدبور منطقة في جنوب وسط بنغلاديش. وهي جزء من إقليم دكا. ويحدها من الشمال الشرقي نهر بادما. وسميت المنطقة باسم بلدية فريدبور. وتاريخيا، كانت المدينة تعرف باسم فاتحباد.